# IC 4371
IC 4371 — галактика типу SB0-a (компактна витягнута галактика) у сузір'ї Гончі Пси.
Цей об'єкт міститься в оригінальній редакції індексного каталогу.